# Kronberg im Taunus
Kronberg im Taunus é um município do distrito Hochtaunuskreis, Hesse, Alemanha. Antes de 1866, era integrada ao Ducado de Nassau; no mesmo ano, todo o ducado foi absorvido pela Prússia. Kronberg encontra-se no sopé do Taunus, cedrcado no norte e sudoeste por florestas.